# Zelina Jurkowska
Zelina Jurkowska – potok, dopływ Tymówki. Wypływa kilkoma ciekami w dolinie między Pasmem Szpilówki a Machulcem, w miejscowości Tymowa. Najwyżej położony z tych cieków wypływa na wysokości około 360 m. Od wysokości 320 m Zelina Jurkowska jednym już korytem spływa w kierunku północno-wschodnim, po drodze przyjmując kilka niewielkich dopływów z prawej strony (z Pasma Szpilówki). Przepływa przez miejscowość Tworkowa, i w sąsiednim Jurkowie na wysokości 234 m uchodzi do Tymówki jako jej prawy dopływ
Cała zlewnia Zeliny Jurkowskiej znajduje się na obszarze Pogórza Wiśnickiego.
Na mapie Geoportalu są 3 potoki o nazwie Zelina, na dokładkę wszystkie w sąsiednich miejscowościach. Dla odróżnienia nazwano je Zeliną Złocką, Zeliną Czchowską i Zeliną Jurkowską.